# Prionochilus xanthopygius
El picaflores culigualdo o pica flor de lomo amarillo de Borneo (Prionochilus xanthopygius) en una especie de ave del género Prionochilus perteneciente a la familia Dicaeidae.

## Distribución y hábitat
Se encuentra en Brunéi, Indonesia, Malasia y Borneo. Sus hábitats naturales son los bosques de montano tropicales y subtropicales.